# Bear Gutter Creek
Bear Gutter Creek – rzeka w stanie Nowy Jork, w hrabstwie Westchester, uchodząca do jeziora Kensico. Zarówno długość cieku, jak i powierzchnia zlewni nie zostały oszacowane przez USGS.